# アントニア (小惑星)
アントニア (272 Antonia) は、小惑星帯に位置する典型的な小惑星の一つ。
1888年2月4日にフランスの天文学者、オーギュスト・シャルロワがニースで発見した。名前の由来は知られていない。